# بنة باداموئية (دهسرد)
بنة باداموئية (بالفارسية: بنه باداموئیه) هي قرية تقع في إيران في قسم دهسرد الريفي. يقدر عدد سكانها بـ 41 نسمة .